# Allotropa pallidicornis
Allotropa pallidicornis är en stekelart som beskrevs av Peter Neerup Buhl 2002. Allotropa pallidicornis ingår i släktet Allotropa och familjen gallmyggesteklar. Inga underarter finns listade i Catalogue of Life.